# Брантлинд, Беньямин
Беньямин Брантлинд (швед. Benjamin Brantlind; род. 15 августа 2008, Гётеборг) — шведский футболист, полузащитник «Гётеборга».

## Клубная карьера
Начинал заниматься футболом в клубе «Кунгахёлла», откуда затем попал в академию «Гётеборга». Выступал за юношеские команды клуба. В январе 2024 года стал привлекаться к тренировкам основной команды и предсезонным товарищеским матчам. 4 февраля подписал свой первый профессиональный контракт с клубом, рассчитанный на три года. Первую официальную игру за основной состав провёл 3 марта в групповом этапе кубка страны с «Юргорденом». 1 июня во встрече с «Эльфсборгом» дебютировал в чемпионате Швеции, появившись на поле на 89-й минуте вместо Себастиана Ульссона.

## Карьера в сборной
В августе 2023 года в товарищеской встрече с Финляндией дебютировал в юношеской сборной Швеции.

## Клубная статистика
| Выступление      | Выступление      | Выступление      | Лига | Лига | Кубки | Кубки | Конт. кубки | Конт. кубки | Итого | Итого |
| Клуб             | Лига             | Сезон            | Игры | Голы | Игры  | Голы  | Игры        | Голы        | Игры  | Голы  |
| ---------------- | ---------------- | ---------------- | ---- | ---- | ----- | ----- | ----------- | ----------- | ----- | ----- |
| Гётеборг         | Алльсвенскан     | 2024             | 1    | 0    | 1     | 0     | 0           | 0           | 2     | 0     |
| Гётеборг         | Итого            | Итого            | 1    | 0    | 1     | 0     | 0           | 0           | 2     | 0     |
| Всего за карьеру | Всего за карьеру | Всего за карьеру | 1    | 0    | 1     | 0     | 0           | 0           | 2     | 0     |